# Гнесин, Борис Яковлевич
Борис Яковлевич Гне́син (при рождении Борух Янкелевич; 1903—1975) — советский конструктор морских судов
Руководитель ЦКБ -15 («Айсберг»)  российского конструкторского бюро, специализирующегоя на разработке проектов ледоколов, вспомогательных и специальных судов, а также плавучих энергоблоков с 1947 по 1949 гг.

## Биография
Родился 11 мая (по старому стилю) 1903 года в Одессе в семье шкловского мещанина Янкеля Залмановича Гнесина (1874—?) и Симы Гиршевны Гнесиной (в девичестве Монанзон, 1875—?), из чериковской мещанской семьи, заключивших брак в Одессе 17 декабря 1900 года. Окончил Одесский машиностроительный институт (1927). Работал в Ленинграде в различных КБ.
В 1942−1947 годах в командировке в США в составе правительственной закупочной комиссии.
В 1947−1954 годах главный конструктор ЦКБ-1. В 1954−1967 годах главный инженер и заместитель начальника ЦКБ-25.
Конструктор первых советских автоматических систем пожаротушения на кораблях и судах.
Умер в 1975 году в Ленинграде.
Похоронен на кладбище «Памяти жертв 9 января».

## Награды и премии
- Сталинская премия первой степени (1942) — за разработку проекта боевых кораблей (линкоров типа «Советский Союз»)
- Ленинская премия (1960) — за участие в создании атомного ледокола «Ленин».